# Saint Gurloës
Saint Gurloës (également connu sous le nom de saint Urlo, saint Urlou ou saint Ourlou) fut le premier abbé de l'abbaye Sainte-Croix de Quimperlé. Il fut béni abbé le 14 septembre 1029 par Orscand évêque de Vannes. Il s'installa dans la nouvelle abbaye avec douze moines venant comme lui de l'abbaye Saint-Sauveur de Redon. Le même jour, Alain Canhiart constitua au monastère un fief seigneurial comprenant Lothéa, Baye, Mellac, Tréméven et 
Belle-Île.
Il mourut en 1057 après avoir gouverné l'abbaye pendant vingt-huit ans moins vingt jours selon les dires de Dom Placide Le Duc. Il fut béatifié par le pape et reçu le titre de bienheureux.
En 1083, ses reliques furent élevées dans la crypte de l'abbaye. Par la suite, le saint fit l'objet d'une intense dévotion. Il était invoqué pour les maux de tête et de reins ainsi que pour la maladie de la goutte. D'ailleurs la goutte s'appelle en breton droug Sant Urlou  c'est-à-dire le mal de Saint Urlou. Mais sur sa vie proprement dite nous ne savons que très peu de choses. Deux chapelles lui sont consacrées non loin de Quimperlé, à Lanvénégen et à Languidic.
Trois saints succédèrent à Gurloës : Jean, abbé durant 12 ans († 1081), Vital, et Jungomar (ou Vingomar), 7 ans à la tête de l'abbaye († 1088).

## Une « sainteté » imposée par la ferveur populaire

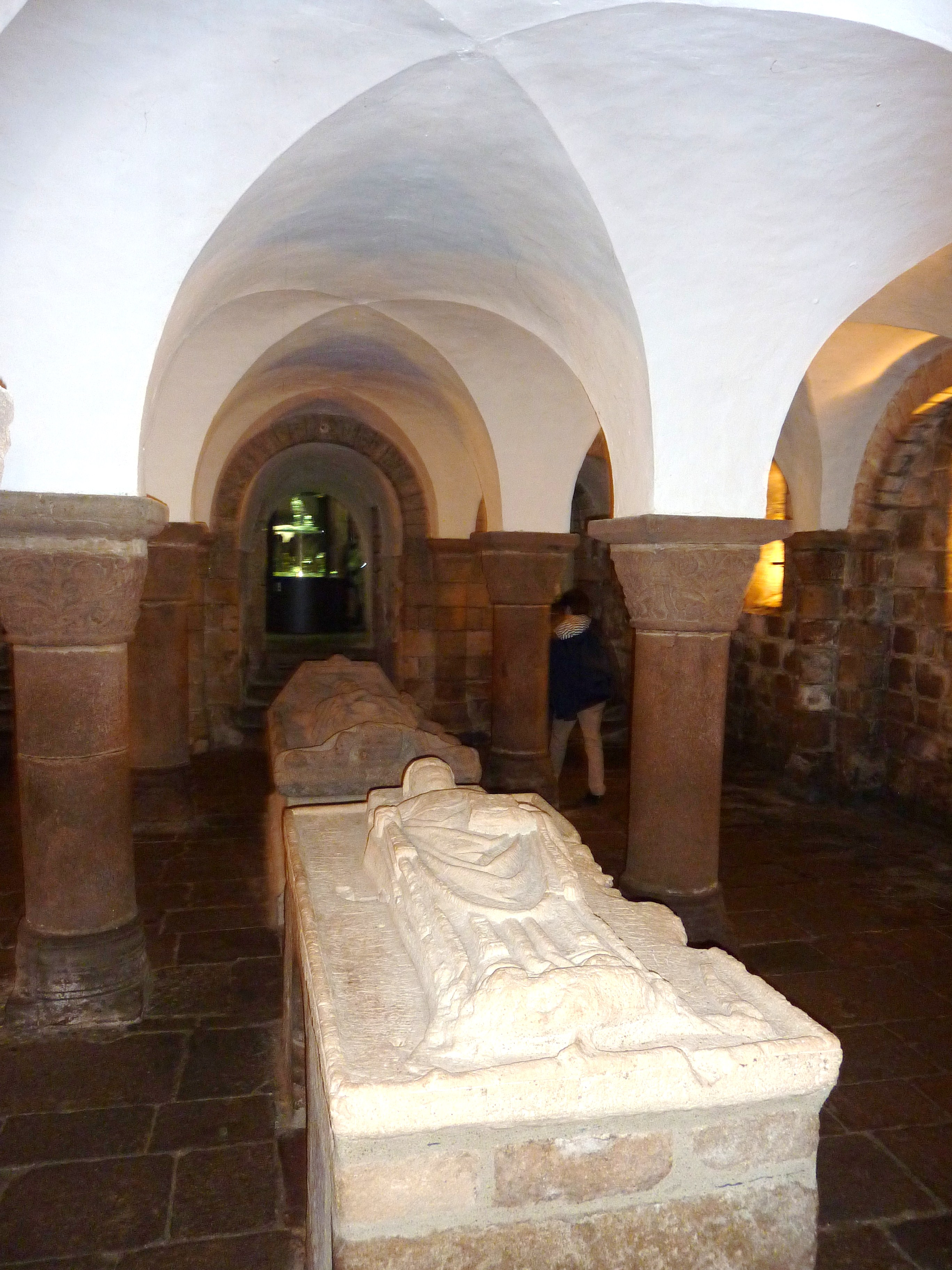
Gisants du XIe siècle des abbés Gurloës et Henry de Lespervez.

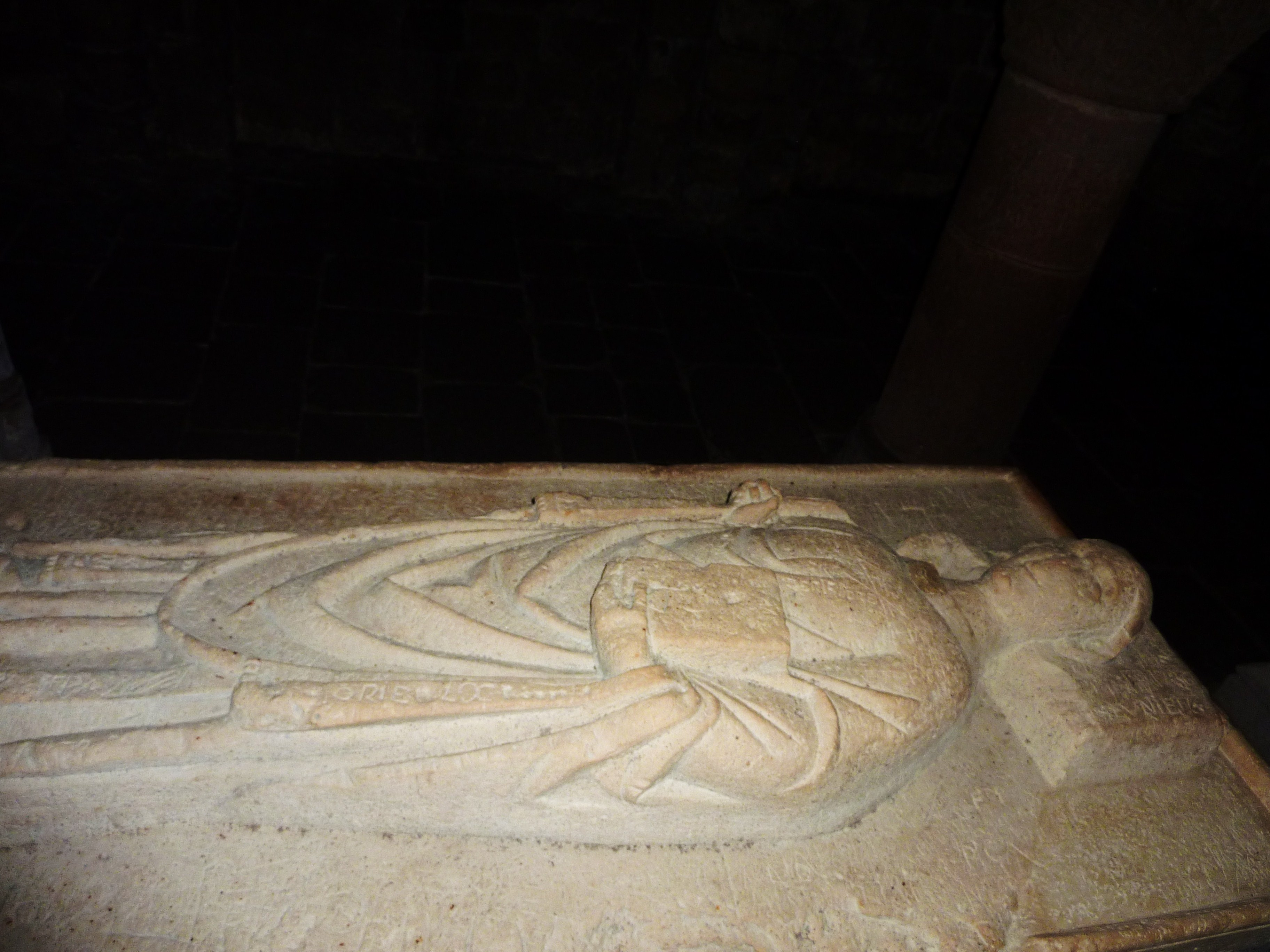
Le gisant de saint Gurloës dans la crypte de l'église abbatiale de Quimperlé.

Sûrs de l'appui du pape Grégoire VII, les moines tentèrent d'obtenir la canonisation de leur premier abbé et élevèrent son tombeau dans la crypte avant même que la décision ne fut prise ; or le pape suivant Urbain II refusa la canonisation car nul ne doit être inscrit au canon des saints « s'il n'y a des témoins pour attester avoir vu de leurs yeux ses miracles et si cela n'est confirmé par le commun consentement d'un synode plénier ». La ferveur populaire en fit toutefois un saint appelé en breton sant Ourlou et il devint par homophonie avec le mot breton urlou (« goutte »), le saint guérisseur de la goutte, en breton drouk sant Ourlou (mal de saint Ourlou).
Les pèlerins en témoignage d'humilité se glissaient sous le gisant, à travers un passage dans un massif primitif qui daterait du XIe siècle, soit lors de l'élévation des reliques. Cette pratique a perduré jusqu'au XXe siècle. La cavité située sous la tête du gisant aurait par la suite concerné les personnes affectées de maux de tête et de folie.

## Son culte dans la Bretagne actuelle
Son culte est resté limité à quatre chapelles, situées à Clohars-Carnoët, Le Faouët, Languidic et Lanvénégen. Une statue le représente probablement, sous le nom de saint Oulaës, dans la chapelle Sainte-Cécile de Briec.

## Sources
- Henri Guiriec, La Région de l'Ellé - bas et haut Ellé (pages 33, 34 et 36),  chez l'auteur, 1939.